# Gran Premio Costa degli Etruschi 2011
Il Gran Premio Costa degli Etruschi 2011, sedicesima edizione della corsa e valida come evento dell'UCI Europe Tour 2011 categoria 1.1, fu disputato il 5 febbraio 2011, su un percorso di 186,1 km. Fu vinta dall'italiano Elia Viviani, al traguardo con il tempo di 4h35'35" alla media di 40,518 km/h.
Al traguardo di Donoratico 108 ciclisti portarono a termine il percorso.

## Ordine d'arrivo (Top 10)
| Pos. | Corridore           | Squadra       | Tempo    |
| ---- | ------------------- | ------------- | -------- |
| 1    | Elia Viviani        | Liquigas      | 4h35'35" |
| 2    | Roberto Ferrari     | Androni Gioc. | s.t.     |
| 3    | Elia Favilli        | Farnese Vini  | s.t.     |
| 4    | Peter Sagan         | Liquigas      | s.t.     |
| 5    | Filippo Baggio      | De Rosa       | s.t.     |
| 6    | Maximiliano Richeze | D'Angelo      | s.t.     |
| 7    | Manuel Belletti     | Colnago       | s.t.     |
| 8    | Francesco Gavazzi   | Lampre-ISD    | s.t.     |
| 9    | Danilo Napolitano   | Acqua & Sap.  | s.t.     |
| 10   | Giuseppe De Maria   | De Rosa       | s.t.     |